# Billy Soose
Billy Soose (Farrell, 2 agosto 1915 – 5 settembre 1998) è stato un pugile statunitense.
La International Boxing Hall of Fame lo ha riconosciuto fra i più grandi pugili di ogni tempo.

## Gli inizi
Professionista dal 1938.

## La carriera
Campione del mondo dei pesi medi nel 1941, battendo Ken Overlin, si ritirò nel 1942, a soli 27 anni, senza avere mai difeso il titolo, dopo una sconfitta contro Jimmy Bivins.
Nel 1940 batté anche il futuro campione del mondo Tony Zale.